# Dan Snyder Memorial Trophy
Die Dan Snyder Memorial Trophy ist eine Eishockeytrophäe, die von der Ontario Hockey League (OHL) jährlich an denjenigen Spieler der OHL verliehen wird, der sich durch besonderes soziales oder gesellschaftliches Engagement hervorgetan hat. Die Auszeichnung wurde erstmals in der Saison 1992/93 vergeben. Die ursprünglich als Humanitarian of the Year Trophy vergebene Trophäe wurde 2004 nach Dan Snyder, einem ehemaligen Spieler der Owen Sound Platers, benannt, der im Oktober 2003 an den Folgen eines Straßenverkehrsunfalls verstorben war.

## Gewinner
Erläuterungen: Farblich unterlegte Spieler haben im selben Jahr den CHL Humanitarian of the Year Award gewonnen.
| Jahr    | Spieler           | Team                   |
| ------- | ----------------- | ---------------------- |
| 2024/25 | Denver Barkey     | London Knights         |
| 2023/24 | Mason Vaccari     | Kingston Frontenacs    |
| 2022/23 | Dalyn Wakely      | North Bay Battalion    |
| 2021/22 | Mark Woolley      | Owen Sound Attack      |
| 2020/21 | nicht vergeben    | nicht vergeben         |
| 2019/20 | Jacob Ingham      | Kitchener Rangers      |
| 2018/19 | Nicholas Canade   | Mississauga Steelheads |
| 2017/18 | Garrett McFadden  | Guelph Storm           |
| 2016/17 | Garrett McFadden  | Guelph Storm           |
| 2015/16 | Will Petschenig   | Saginaw Spirit         |
| 2014/15 | Nick Paul         | North Bay Battalion    |
| 2013/14 | Scott Simmonds    | Belleville Bulls       |
| 2012/13 | Ben Fanelli       | Kitchener Rangers      |
| 2011/12 | Andrew D’Agostini | Peterborough Petes     |
| 2010/11 | Jack Walchessen   | Peterborough Petes     |
| 2009/10 | Ryan Hayes        | Plymouth Whalers       |
| 2008/09 | Chris Terry       | Plymouth Whalers       |
| 2007/08 | Peter Stevens     | Kingston Frontenacs    |
| 2006/07 | Andrew Gibbons    | Belleville Bulls       |
| 2005/06 | Mike Angelidis    | Owen Sound Attack      |
| 2004/05 | Jeff MacDougald   | Peterborough Petes     |
| 2003/04 | Chris Campoli     | Erie Otters            |
| 2002/03 | Michael Mole      | Belleville Bulls       |
| 2001/02 | David Silverstone | Belleville Bulls       |
| 2000/01 | Joey Sullivan     | Erie Otters            |
| 1999/00 | Dan Tessier       | Ottawa 67’s            |
| 1998/99 | Ryan McKie        | Sudbury Wolves         |
| 1997/98 | Jason Metcalfe    | London Knights         |
| 1996/97 | Mike Martone      | Peterborough Petes     |
| 1995/96 | Craig Mills       | Belleville Bulls       |
| 1994/95 | Brad Brown        | North Bay Centennials  |
| 1993/94 | Brent Tully       | Peterborough Petes     |
| 1992/93 | Keli Corpse       | Kingston Frontenacs    |

## Quelle
- Ontario Hockey League Media Information Guide 2010–2011, S. 136